# 三川華月
三川華月（日语：／ Mikawa Haruna，1998年2月23日—）是日本的女性聲優，香川縣出身，隸屬於賢Production。

## 經歷
三川華月從小就嚮往成為女演員，希望能從事可以展現自我的工作。雖然國中時因社團活動繁忙而暫時擱置，但在接觸動畫《妖狐×僕SS》之後，開始對聲優產生興趣，並立志成為聲優。
2017年，三川在第11屆聲優獎新人發掘試鏡中獲得7家公司的青睞，為當屆試鏡中最多者。儘管她在此之前沒有接受過任何正規訓練，全靠自學磨練技巧，仍憑藉清晰流暢的日語表現與出色的演技能力，獲得評審一致好評。
三川從聲優養成所スクールデュオ畢業後，於2020年4月1日起隸屬於賢Production事務所。

## 演出作品
粗體字為主要角色。

### 電視動畫
2020年
- 突擊莉莉 BOUQUET（森辰姬）

2022年
- 里亞德錄大地（姊姊）
- SLOW LOOP-女孩的釣魚慢活-（女子）
- 更多！怪俠佐羅利（粉絲B、模特兒A、顧客C、護理師、長老的孫子）
- 轉生賢者的異世界生活～取得第二職業，成為世界最強～（眉毛史萊姆）
- 即使如此依舊步步進逼（香川凜）
- POP TEAM EPIC（兔子B）
- BLUE LOCK 藍色監獄（吉良的粉絲B）
- 聖劍傳說 Legend of Mana -The Teardrop Crystal-（伊絲姆露德）

2023年
- 我的英雄學院（孩子）
- World Dai Star（職員）
- 天國大魔境（咲也）
- 不死少女的謀殺鬧劇（住人）
- MF GHOST 燃油車鬥魂（牛丼屋店員、女性A、女性顧客、觀光客C）
- B-PROJECT～熱烈*Lovecall～（女性）
- 戰鬥陀螺 X（支持者）
- 希望之力～成年光之美少女'23～（學生）
- 進擊的巨人 The Final Season 完結篇（後篇）（避難民）
- 鴨乃橋論的禁忌推理（通行人）

2024年
- 我獨自升級（2024年－2025年，水篠葵/成珍雅）－2系列
- 青之驅魔師 系列（2024年－2025年，學生、驅魔師、美女、實驗體）－2系列
- 蔚藍檔案 The Animation（頭盔團）
- 夜晚的水母不會游泳（女子）
- 蠟筆小新（顧客D）
- 神明渴求著遊戲。（帝王橡皮擦）
- 鹿乃子乃子乃子虎視眈眈（女學生C）
- 不時輕聲地以俄語遮羞的鄰座艾莉同學（總經理）
- 這個世界漏洞百出（店員）
- 孤單一人的異世界攻略（排球社女B、精靈、査定長）
- 蜻蛉高球（2024年－2025年，笠原）

2025年
- 最弱技能《果實大師》 ～關於能無限食用技能果實（吃了就會死）這件事～（艾拉·勞倫斯）
- 受到猩猩之神庇佑的大小姐受到王立騎士團寵愛（とりまき）
- 忍者與殺手的兩人生活（草隱里子、機器子）
- mono女孩（雨宮紗月）

### 劇場動畫
- 漂流家園（2022年，女學生）

### 網路動畫
- 寶可夢進化（皮卡丘〈雄性〉）
- 釋雪二藍（2022年）
- 浪漫殺手（2022年，女學生）
- 腐男子召喚～來到異世界被神獸設計了～（日语：腐男子召喚〜異世界で神獣にハメられました〜）（2023年，由亞[11]）

## 腳註

## 外部連結
- 三川 華月 賢プロダクション（日語）
- 三川華月的X（前Twitter）